# Lubenice
Lubenice (Citrullus) je malý rod rostlin z čeledi tykvovité. Patří k němu několik málo druhů. Z nich je známá především lubenice obecná (neboli vodní meloun, Citrullus lanatus) a dále kolokvinta obecná (Citrullus colocynthis).